# Ботрайт, Дэнни
Даниэ́ль «Дэ́нни» Ботра́йт (англ. Danielle «Danni» Boatwright; 13 июля 1975, Тонганокси, Канзас, США) — американская фотомодель.

## Биография и карьера
Даниэль Ботрайт родилась 13 июля 1975 года в Тонганокси (штат Канзас, США). Отец Дэнни был алкоголиком и её мать развелась с ним, когда Дэнни и её брат были маленькими.
Дэнн начала карьеру фотомодели в начале 1990-х годов. Её первая серьёзная победа случилась в 1991 году, когда она стала лауреатом конкурса красоты «Miss Kansas Teen USA».
В 1999—2003 годы Дэнни была замужем за музыкантом Уэйдом Хэйсом. С 2007 года Ботрайт замужем во второй раз за футболистом Кэйси Уигманном, от которого у неё есть два сына — Бо Уигманн (род. 08.10.2007) и Стоун Уигманн (род. 01.11.2010).